# Andrés Ríos
Andrés Lorenzo Ríos (Buenos Aires, 1 de agosto de 1989), é um futebolista argentino que atua como atacante. Atualmente, joga pelo Deportivo Táchira.

## Carreira

### River Plate
Revelado pelo tradicional River Plate, Ríos obteve destaque na equipe sub-17 do clube argentino, gerando grandes expectativas. Estreou profissionalmente no dia 4 de abril de 2007 com apenas 17 anos de idade, em uma derrota por 2–1 para o Argentinos Juniors em La Paternal, válida pelo Clausura de 2007. Seu primeiro gol como profissional abriu o placar da goleada por 5–0 sobre o Vélez Sársfield no Monumental de Nuñez, também válida pelo Clausura de 2007.
Em 27 de setembro de 2007, pelas oitavas de final da Copa Sul-Americana, Ríos marcou um gol muito importante: após perder o jogo de ida para o Botafogo por 1–0 no Engenhão, o River Plate saíu perdendo o jogo de volta no Monumental logo aos 11 minutos, com um gol de Lúcio Flavio, e precisaria de três gols para se classificar para a próxima fase da competição. Aos 31 minutos do primeiro tempo, seu companheiro de ataque posteriormente consagrado: Falcao García, empatou o jogo para Los Millonarios; porém, aos 19 minutos da etapa final, Dodô colocou novamente o Glorioso em vantagem no placar, obrigando o time argentino a fazer mais três gols em apenas 26 minutos, se quisesse a classificação; e o cenário ficou ainda pior quando o volante Oscar Ahumada foi expulso, deixando a equipe de Daniel Passarela com um jogador a menos. Apesar de toda a situação desfavorável, aos 29 minutos, Falcao marcou mais um tento, igualando o placar em 2–2; e aos 33 minutos, Andrés Ríos, com apenas 18 anos completados no mês anterior, virou o jogo para a equipe de Buenos Aires, levando o estádio à loucura. Após muito insistir, aos 45 minutos, Falcao García, o herói do jogo, fez o seu terceiro gol e o quarto do River Plate, dando a classificação heróica a equipe argentina.
Entre 2008 e 2010, devido a sua juventude e a alta concorrência na posição, Ríos permaneceu como opção no banco de reservas da equipe, sendo também utilizado na equipe sub-20 quando necessário. No mês de julho de 2010, foi emprestado para o Wisla Kraków da Polónia.

### Wisla Kraków
No clube da cidade de Cracóvia, Ríos também não conseguiu uma sequência na equipe titular. Marcou seu único gol pela equipe polonesa justamente no seu último jogo, contra o Zaglebie Lubin na Dialog Arena. Sua equipe venceu o jogo por 3–0, sendo o gol de Ríos o último do jogo, aos 45 minutos da etapa final. Como suplente, o atacante conquistou o campeonato nacional local.

### Retorno ao River Plate
No seu retorno aos Millonarios em 2012, quando o clube disputava a Primera B Nacional (segunda divisão do futebol argentino), o atacante foi preterido pelo treinador, que optou por Fernando Cavenaghi na equipe titular, com Ríos entrando geralmente no decorrer dos jogos. Ao final do ano, o clube conseguiu o acesso e o jogador foi novamente emprestado, dessa vez para o Deportivo Cuenca do Equador.

### Deportivo Cuenca
Marcou seus dois primeiros gols pela equipe equatoriana no empate em 3–3 com o Barcelona de Guyaquil em pleno Monumental Isidro Romero Carbo, válido pela Liga Equador. Marcou o primeiro hat-trick de sua carreira, na goleada por 6–1 sobre o Deportivo Quito no Alejandro Serrano Aguilar, também válida pela Liga Equador. Marcou gols em seis jogos seguidos do certame nacional, entre a 11ª e a 17ª rodada, sendo expulso em um deles, diante do Macará  (jogo que terminou com igualdade no placar em 1–1). Em sua última partida pela equipe de Cuenca, o jogador balançou as redes novamente, mas não conseguiu evitar a derrota para a LDU Quito por 2–1 em La Casa Blanca.
No Equador, Ríos viveu a melhor fase de sua carreira, sendo extremamente decisivo com 22 gols e 8 assistências em 40 jogos, despertando o interesse de grandes clubes do futebol latino-americano.

### Futebol Mexicano
Se transferiu para o tradicional América-MEX, que o comprou em definitivo do River Plate, em janeiro de 2014, na janela de inverno do futebol mexicano. Marcou seu primeiro gol pelo América em seu sexto jogo pelo clube, quando sua equipe foi derrotada pelo Santos Laguna por 4–2 de virada, no Estádio Azteca, em partida válida pelo Clausura Mexicano. No clube da capital mexicana, Ríos foi sempre opção no banco de reservas, sendo utilizado em apenas 12 jogos em 5 meses, com 2 gols marcados.
Ao final da temporada, foi emprestado para o Leones Negros, para a temporada 2014-15. Marcou seu primeiro gol, logo em sua estreia contra o Monterrey, porém não conseguiu evitar o revés por 3–1 no antigo Estádio Tecnológico, válido pelo Apertura Mexicano. Na equipe de Guadalajara, Ríos foi titular, porém jogando de forma mais recuada marcou apenas dois tentos em 22 partidas.

### Defensa y Justicia
Após frustrada passagem pelo futebol mexicano, Ríos retornou a Argentina em 2016, para atuar pelo Defensa y Justicia e retomou a boa fase dos tempos de Equador. Seu primeiro gol pela equipe de Florencio Varela, foi o gol da classificação às oitavas de final da Copa Argentina de 2015-16, sobre o tradicional Independiente, quando sua equipe saiu vitoriosa por 1–0 em plena Doble Visera lotada. Foi destaque na boa campanha do clube no Campeonato Argentino de 2016-17, que classificou a equipe de forma inédita à uma competição internacional: a Copa Sul-Americana de 2017, onde a mesma eliminou o tradicional São Paulo logo na primeira fase. Atuando pelo clube argentino, chamou a atenção de clubes brasileiros como Botafogo e Vasco da Gama.

### Vasco da Gama
Após estar apalavrado com o Botafogo e ser aguardado pelo clube para assinar contrato, no dia 10 de julho de 2017 Ríos foi anunciado como novo reforço do Vasco da Gama.

#### 2017
Fez sua estreia pelo Cruzmaltino, em agosto de 2017, contra o Cruzeiro, no Estádio Raulino de Oliveira, em partida válida pelo Brasileirão. Marcou seu primeiro gol pelo clube no mês seguinte, em um empate em 1–1 com a Chapecoense em São Januário, válido pelo Brasileirão. No jogo seguinte, contra o Avaí na Ressacada, o atacante marcou novamente; nesse mesmo jogo, Ríos foi expulso, deixando seu time com um a menos, porém a equipe conseguiu segurar a importante vitória fora de casa por 2–1, válida pelo Brasileirão. Marcou novamente no empate em 1–1 contra o Atlético Mineiro na Colina Histórica, partidas válidas pelo campeonato brasileiro.

#### 2018
Marcou seu primeiro gol em 2018, na segunda partida da equipe no ano, diante do Nova Iguaçu em São Januário, sendo o segundo gol cruzmaltino da vitória por 4–2, válida pelo Campeonato Carioca. Novamente pelo Estadual, balançou as redes na vitória por 2–1 sobre o Macaé, também em São Januário. Novamente pelo estadual, na última partida da Taça Rio no clássico marcou o segundo gol e deu assistência para o primeiro na vitória 3-2 sobre o Botafogo. Na primeira partida da final do estadual, marcou o gol da vitória aos 48 do segundo tempo. Em 5 de Maio fez mais um gol com a camisa cruzmaltina com assistência de Kelvin na goleada por 4–1 sobre o América Mineiro.
No dia 11 de julho de 2018, o contrato de Ríos foi prorrogado até dezembro de 2018. Ao final da temporada, o contrato de Andrés Ríos com o Vasco não foi renovado, encerrando assim a sua passagem pelo Clube Carioca.

### Racing
Em janeiro de 2019, acertou a sua ida para o Clube Argentino.

## Seleção Argentina

### Sub-20
Ríos foi titular da Seleção Argentina Sub-20 que disputou o Campeonato Sul-Americano de Futebol Sub-20 de 2009 na Venezuela.

## Estatísticas
Até 23 de julho de 2018
| Clube              | Temporada        | Div.             | Campeonato Nacional | Campeonato Nacional | Campeonato Nacional | Copas Nacionais* | Copas Nacionais* | Copas Nacionais* | Copas Internacionais** | Copas Internacionais** | Copas Internacionais** | Outros Torneios*** | Outros Torneios*** | Outros Torneios*** | Total | Total | Total | Média · |
| Clube              | Temporada        | Div.             | Jogos               | Gols                | Ass.                | Jogos            | Gols             | Ass.             | Jogos                  | Gols                   | Ass.                   | Jogos              | Gols               | Ass.               | Jogos | Gols  | Ass.  | Média · |
| ------------------ | ---------------- | ---------------- | ------------------- | ------------------- | ------------------- | ---------------- | ---------------- | ---------------- | ---------------------- | ---------------------- | ---------------------- | ------------------ | ------------------ | ------------------ | ----- | ----- | ----- | ------- |
| River Plate        |                  |                  |                     |                     |                     |                  |                  |                  |                        |                        |                        |                    |                    |                    |       |       |       |         |
| 2006/07            | 1ª               | 8                | 1                   | 0                   | —                   | —                | —                | 2                | 0                      | 0                      | —                      | —                  | —                  | 10                 | 1     | 0     | 0,10  |         |
| 2007/08            | 1ª               | 5                | 1                   | 2                   | —                   | —                | —                | 5                | 2                      | 1                      | —                      | —                  | —                  | 10                 | 3     | 3     | 0,30  |         |
| 2008/09            | 1ª               | 14               | 2                   | 0                   | —                   | —                | —                | —                | —                      | —                      | —                      | —                  | —                  | 14                 | 2     | 0     | 0,14  |         |
| 2009/10            | 1ª               | 3                | 0                   | 0                   | —                   | —                | —                | —                | —                      | —                      | —                      | —                  | —                  | 3                  | 0     | 0     | 0,00  |         |
| Total              | Total            | 30               | 4                   | 2                   | —                   | —                | —                | 7                | 2                      | 1                      | —                      | —                  | —                  | 37                 | 6     | 3     | 0,16  |         |
| Wisła Kraków       |                  |                  |                     |                     |                     |                  |                  |                  |                        |                        |                        |                    |                    |                    |       |       |       |         |
| 2010/11            | 1ª               | 17               | 1                   | 2                   | —                   | —                | —                | —                | —                      | —                      | —                      | —                  | —                  | 17                 | 1     | 2     | 0,05  |         |
| Total              | Total            | 17               | 1                   | 2                   | —                   | —                | —                | —                | —                      | —                      | —                      | —                  | —                  | 17                 | 1     | 2     | 0,05  |         |
| River Plate        |                  |                  |                     |                     |                     |                  |                  |                  |                        |                        |                        |                    |                    |                    |       |       |       |         |
| 2011/12            | 2ª               | 14               | 2                   | 0                   | 1                   | 0                | 0                | —                | —                      | —                      | —                      | —                  | —                  | 15                 | 2     | 0     | 0,13  |         |
| Total              | Total            | 14               | 2                   | 0                   | 1                   | 0                | 0                | —                | —                      | —                      | —                      | —                  | —                  | 15                 | 2     | 0     | 0,13  |         |
| Deportivo Cuenca   |                  |                  |                     |                     |                     |                  |                  |                  |                        |                        |                        |                    |                    |                    |       |       |       |         |
| 2013               | 1ª               | 40               | 22                  | 8                   | —                   | —                | —                | —                | —                      | —                      | —                      | —                  | —                  | 40                 | 22    | 8     | 0,55  |         |
| Total              | Total            | 40               | 22                  | 8                   | —                   | —                | —                | —                | —                      | —                      | —                      | —                  | —                  | 40                 | 22    | 8     | 0,55  |         |
| América            |                  |                  |                     |                     |                     |                  |                  |                  |                        |                        |                        |                    |                    |                    |       |       |       |         |
| 2014               | 1ª               | 12               | 2                   | 1                   | —                   | —                | —                | —                | —                      | —                      | —                      | —                  | —                  | 12                 | 2     | 1     | 0,16  |         |
| Total              | Total            | 12               | 2                   | 1                   | —                   | —                | —                | —                | —                      | —                      | —                      | —                  | —                  | 12                 | 2     | 1     | 0,16  |         |
| Leones Negros      |                  |                  |                     |                     |                     |                  |                  |                  |                        |                        |                        |                    |                    |                    |       |       |       |         |
| 2014/15            | 1ª               | 19               | 2                   | 1                   | 3                   | 0                | 0                | —                | —                      | —                      | —                      | —                  | —                  | 22                 | 2     | 1     | 0,09  |         |
| Total              | Total            | 19               | 2                   | 1                   | 3                   | 0                | 0                | —                | —                      | —                      | —                      | —                  | —                  | 22                 | 2     | 1     | 0,09  |         |
| Defensa y Justicia |                  |                  |                     |                     |                     |                  |                  |                  |                        |                        |                        |                    |                    |                    |       |       |       |         |
| 2016               | 1ª               | 10               | 0                   | 0                   | 1                   | 1                | 0                | —                | —                      | —                      | —                      | —                  | —                  | 11                 | 1     | 0     | 0,09  |         |
| 2016/17            | 1ª               | 24               | 7                   | 0                   | 1                   | 1                | 0                | 3                | 0                      | 1                      | —                      | —                  | —                  | 28                 | 8     | 1     | 0,28  |         |
| Total              | Total            | 34               | 7                   | 0                   | 2                   | 2                | 0                | 3                | 0                      | 1                      | —                      | —                  | —                  | 39                 | 9     | 1     | 0,23  |         |
| Vasco da Gama      |                  |                  |                     |                     |                     |                  |                  |                  |                        |                        |                        |                    |                    |                    |       |       |       |         |
| 2017               | 1ª               | 17               | 3                   | 2                   | —                   | —                | —                | —                | —                      | —                      | —                      | —                  | —                  | 17                 | 3     | 2     | 0,18  |         |
| 2018               | 1ª               | 12               | 5                   | 1                   | 2                   | 0                | 0                | 10               | 0                      | 1                      | 12                     | 5                  | 2                  | 36                 | 10    | 4     | 0,28  |         |
| Total              | Total            | 29               | 8                   | 3                   | 2                   | 0                | 0                | 10               | 0                      | 1                      | 12                     | 3                  | 2                  | 53                 | 13    | 6     | 0,25  |         |
| Total (carreira)   | Total (carreira) | Total (carreira) | 195                 | 48                  | 17                  | 8                | 2                | 0                | 20                     | 2                      | 3                      | 12                 | 3                  | 2                  | 235   | 57    | 22    | 0,24    |

- (*) Copa da Polônia, Copa MX e Copa do Brasil
- (**) Copa Libertadores da América e Copa Sul-Americana
- (***) Campeonatos estaduais e Torneios amistosos

## Títulos
River Plate
- Campeonato Argentino de Futebol: 2008 (Clausura)
- Primera B Nacional: 2011–12

Wisła Kraków
- Campeonato Polonês de Futebol: 2010–11

Racing
- Campeonato Argentino: 2018–19